# Campionati mondiali di sci nordico 1989
I Campionati mondiali di sci nordico 1989, trentasettesima edizione della manifestazione, si svolsero dal 17 al 26 febbraio a Lahti, in Finlandia. Vennero assegnati quindici titoli.
Rispetto alle edizioni precedenti vennero introdotte alcune variazioni nel programma dello sci di fondo: in campo maschile si svolsero due 15 km, una a tecnica classica e una a tecnica libera; in campo femminile la 5 km lasciò il posto alla 15 km, la 20 km fu sostituita dalla 30 km e si svolsero due 10 km, una a tecnica classica e una a tecnica libera.

## Risultati

### Uomini

#### Combinata nordica

##### Individuale
| Posizione | Atleta              | Nazione          | Tempo   |
| --------- | ------------------- | ---------------- | ------- |
| 1         | Trond Einar Elden   | Norvegia         | 37:10,7 |
| 2         | Andrej Dundukov     | Unione Sovietica | 39:40,6 |
| 3         | Trond-Arne Bredesen | Norvegia         | 40:15,0 |
| 4         | Hippolyt Kempf      | Svizzera         | 40:40,3 |
| 5         | Miroslav Kopal      | Cecoslovacchia   | 40:58,8 |
| 6         | Jyri Pelkonen       | Finlandia        | 40:59,0 |

18/19 febbraio

Trampolino: Salpausselkä K90

Fondo: 15 km

##### Gara a squadre
| Posizione | Nazione          | Atleti                                                  | Tempo     |
| --------- | ---------------- | ------------------------------------------------------- | --------- |
| 1         | Norvegia         | Trond Einar Elden Trond-Arne Bredesen Bård Jørgen Elden | 1:24:21,7 |
| 2         | Svizzera         | Andreas Schaad Hippolyt Kempf Fredy Glanzmann           | 1:26:06,0 |
| 3         | Germania Est     | Ralph Leonhardt Bernd Blechschmidt Thomas Abratis       | 1:26:10,1 |
| 4         | Unione Sovietica | Allar Levandi Andrej Dundukov Sergej Zavjalov           | 1:26:33,5 |
| 5         | Austria          | Günther Csar Klaus Ofner Klaus Sulzenbacher             | 1:27:58,2 |
| 6         | Cecoslovacchia   | Jaroslav Kerda Miroslav Kopal František Repka           | 1:28:43,3 |

23/24 febbraio

Trampolino: Salpausselkä K90

Fondo: 3x10 km

#### Salto con gli sci

##### Trampolino normale
| Posizione | Atleta            | Nazione      | Punti |
| --------- | ----------------- | ------------ | ----- |
| 1         | Jens Weißflog     | Germania Est | 114,5 |
| 2         | Ari-Pekka Nikkola | Finlandia    | 110,5 |
| 3         | Heinz Kuttin      | Austria      | 108,5 |
| 4         | Matti Nykänen     | Finlandia    | 107,1 |
| 5         | Jon Inge Kjørum   | Norvegia     | 106,4 |
| 6         | Matjaž Debelak    | Jugoslavia   | 105,6 |

26 febbraio

Trampolino: Salpausselkä K90

##### Trampolino lungo
| Posizione | Atleta            | Nazione          | Punti |
| --------- | ----------------- | ---------------- | ----- |
| 1         | Jari Puikkonen    | Finlandia        | 218,5 |
| 2         | Jens Weißflog     | Germania Est     | 212,5 |
| 3         | Matti Nykänen     | Finlandia        | 205,0 |
| 4         | Ari-Pekka Nikkola | Finlandia        | 201,5 |
| 5         | Andrei Vervejkin  | Unione Sovietica | 199,5 |
| 6         | Franz Neuländtner | Austria          | 198,5 |

20 febbraio

Trampolino: Salpausselkä K114

##### Gara a squadre
| Posizione | Nazione          | Atleti                                                                 | Punti |
| --------- | ---------------- | ---------------------------------------------------------------------- | ----- |
| 1         | Finlandia        | Ari-Pekka Nikkola Jari Puikkonen Matti Nykänen Risto Laakkonen         | 645,0 |
| 2         | Norvegia         | Magne Johansen Clas Brede Bråthen Ole Gunnar Fidjestøl Jon Inge Kjørum | 626,0 |
| 3         | Cecoslovacchia   | Jiří Parma Martin Švagerko Ladislav Dluhoš Pavel Ploc                  | 595,5 |
| 4         | Unione Sovietica | Valerij Vdovenko Pavel Kustov Michail Esin Andrej Vervejkin            | 584,0 |
| 5         | Svezia           | Tomas Nordgren Mikael Martinsson Staffan Tällberg Jan Boklöv           | 582,5 |
| 6         | Austria          | Andreas Felder Werner Haim Ernst Vettori Franz Neuländtner             | 576,5 |

22 febbraio

Trampolino: Salpausselkä K114

#### Sci di fondo

##### 15 km a tecnica classica
| Posizione | Atleta                  | Nazione   | Tempo   |
| --------- | ----------------------- | --------- | ------- |
| 1         | Harri Kirvesniemi       | Finlandia | 42:40,7 |
| 2         | Pål Gunnar Mikkelsplass | Norvegia  | 42:44,0 |
| 3         | Vegard Ulvang           | Norvegia  | 43:08,4 |
| 4         | Aki Karvonen            | Finlandia | 43:17,8 |
| 5         | Thomas Eriksson         | Svezia    | 43:23,5 |
| 6         | Gunde Svan              | Svezia    | 43:26,6 |

22 febbraio

##### 15 km a tecnica libera
| Posizione | Atleta             | Nazione          | Tempo   |
| --------- | ------------------ | ---------------- | ------- |
| 1         | Gunde Svan         | Svezia           | 40:39,6 |
| 2         | Torgny Mogren      | Svezia           | 41:02,9 |
| 3         | Lars Håland        | Svezia           | 41:10,3 |
| 4         | Aleksej Prokurorov | Unione Sovietica | 41:12,9 |
| 5         | Jari Räsenen       | Finlandia        | 41:22,1 |
| 6         | Jochen Behle       | Germania Ovest   | 41:26,6 |

20 febbraio

##### 30 km
| Posizione | Atleta             | Nazione          | Tempo     |
| --------- | ------------------ | ---------------- | --------- |
| 1         | Vladimir Smirnov   | Unione Sovietica | 1:24:56,9 |
| 2         | Vegard Ulvang      | Norvegia         | 1:25:03,6 |
| 3         | Christer Majbäck   | Svezia           | 1:25:09,8 |
| 4         | Harri Kirvesniemi  | Finlandia        | 1:25:36,6 |
| 5         | Uwe Bellmann       | Germania Est     | 1:25:53,0 |
| 6         | Aleksej Prokurorov | Unione Sovietica | 1:26:03,5 |

18 febbraio

Tecnica classica

##### 50 km
| Posizione | Atleta             | Nazione          | Tempo     |
| --------- | ------------------ | ---------------- | --------- |
| 1         | Gunde Svan         | Svezia           | 2:15:24,9 |
| 2         | Torgny Mogren      | Svezia           | 2:16:09,2 |
| 3         | Aleksej Prokurorov | Unione Sovietica | 2:16:18,8 |
| 4         | Lars Håland        | Svezia           | 2:16:45,7 |
| 5         | Igor' Badamšin     | Unione Sovietica | 2:17:33,5 |
| 6         | Timo Kuorelahti    | Finlandia        | 2:17:36,5 |

26 febbraio

Tecnica libera

##### Staffetta 4x10 km
| Posizione | Nazione          | Atleti                                                             | Tempo     |
| --------- | ---------------- | ------------------------------------------------------------------ | --------- |
| 1         | Svezia           | Christer Majbäck Gunde Svan Lars Håland Torgny Mogren              | 1:40:12,1 |
| 2         | Finlandia        | Aki Karvonen Harri Kirvesniemi Kari Ristanen Jari Räsänen          | 1:40:13,6 |
| 3         | Cecoslovacchia   | Ladislav Švanda Martin Petrásek Radim Nyč Václav Korunka           | 1:40:13,7 |
| 4         | Norvegia         | Arild Monsen Pål Gunnar Mikkelsplass Terje Langli Vegard Ulvang    | 1:40:14,1 |
| 5         | Unione Sovietica | Sergej Kičkin Vladimir Smirnov Vladimir Sachnov Aleksej Prokurorov | 1:40:26,5 |
| 6         | Germania Est     | Torald Rein Uwe Bellmann Jens Lautner Holger Bauroth               | 1:41:54,3 |

24 febbraio

### Donne

#### Sci di fondo

##### 10 km a tecnica classica
| Posizione | Atleta                  | Nazione          | Tempo   |
| --------- | ----------------------- | ---------------- | ------- |
| 1         | Marja-Liisa Kirvesniemi | Finlandia        | 29:19,0 |
| 2         | Pirkko Määttä           | Finlandia        | 30:12,2 |
| 3         | Marjo Matikainen        | Finlandia        | 30:12,9 |
| 4         | Julija Šamšurina        | Unione Sovietica | 30:12,9 |
| 5         | Raisa Smetanina         | Unione Sovietica | 30:27,6 |
| 6         | Elena Välbe             | Unione Sovietica | 30:28,7 |

17 febbraio

##### 10 km a tecnica libera
| Posizione | Atleta               | Nazione          | Tempo   |
| --------- | -------------------- | ---------------- | ------- |
| 1         | Elena Välbe          | Unione Sovietica | 27:04,5 |
| 2         | Marjo Matikainen     | Finlandia        | 27:36,7 |
| 3         | Tamara Tichonova     | Unione Sovietica | 27:58,8 |
| 4         | Alžbeta Havrančíková | Cecoslovacchia   | 28:11,3 |
| 5         | Nina Gavryljuk       | Unione Sovietica | 28:18,0 |
| 6         | Marianne Dahlmo      | Norvegia         | 28:24,4 |

19 febbraio

##### 15 km
| Posizione | Atleta                  | Nazione          | Tempo   |
| --------- | ----------------------- | ---------------- | ------- |
| 1         | Marjo Matikainen        | Finlandia        | 47:46,6 |
| 2         | Marja-Liisa Kirvesniemi | Finlandia        | 47:48,6 |
| 3         | Pirkko Määttä           | Finlandia        | 48:20,8 |
| 4         | Raisa Smetanina         | Unione Sovietica | 48:54,9 |
| 5         | Anne Jahren             | Norvegia         | 49:00,5 |
| 6         | Tuulikki Pyykkönen      | Finlandia        | 49:31,0 |

21 febbraio

Tecnica classica

##### 30 km
| Posizione | Atleta               | Nazione          | Tempo     |
| --------- | -------------------- | ---------------- | --------- |
| 1         | Elena Välbe          | Unione Sovietica | 1:29:59,7 |
| 2         | Larisa Lazutina      | Unione Sovietica | 1:30:07,7 |
| 3         | Marjo Matikainen     | Finlandia        | 1:30:30,6 |
| 4         | Alžbeta Havrančíková | Cecoslovacchia   | 1:30:39,9 |
| 5         | Manuela Di Centa     | Italia           | 1:30:46,3 |
| 6         | Marianne Dahlmo      | Norvegia         | 1:31:23,0 |

25 febbraio

Tecnica libera

##### Staffetta 4x5 km
| Posizione | Nazione          | Atlete                                                                     | Tempo   |
| --------- | ---------------- | -------------------------------------------------------------------------- | ------- |
| 1         | Finlandia        | Pirkko Määttä Marja-Liisa Kirvesniemi Jaana Savolainen Marjo Matikainen    | 54:49,8 |
| 2         | Unione Sovietica | Julija Šamšurina Raisa Smetanina Tamara Tichonova Elena Välbe              | 54:56,9 |
| 3         | Norvegia         | Inger Helene Nybråten Anne Jahren Nina Skeime Marianne Dahlmo              | 55:52,3 |
| 4         | Svezia           | Karin Svingstedt Magdalena Forsberg Anna-Lena Fritzon Marie-Helene Östlund | 56:29,3 |
| 5         | Cecoslovacchia   | Ľubomíra Balážová Zora Simčáková Anna Janoušková Alžbeta Havrančiková      | 57:55,1 |
| 6         | Italia           | Gabriella Carrel Stefania Belmondo Manuela Di Centa Elena Desderi          | 58:31,6 |

24 febbraio

## Medagliere per nazioni
| Posizione | Nazione          | Oro | Argento | Bronzo | Totale |
| --------- | ---------------- | --- | ------- | ------ | ------ |
| 1         | Finlandia        | 6   | 5       | 4      | 15     |
| 2         | Unione Sovietica | 3   | 3       | 2      | 8      |
| 3         | Svezia           | 3   | 2       | 2      | 7      |
| 4         | Norvegia         | 2   | 3       | 3      | 8      |
| 5         | Germania Est     | 1   | 1       | 1      | 3      |
| 6         | Svizzera         | 0   | 1       | 0      | 1      |
| 7         | Cecoslovacchia   | 0   | 0       | 2      | 2      |
| 8         | Austria          | 0   | 0       | 1      | 1      |